# Кавказький емірат
Кавка́зький еміра́т (Імарат Кавказ, Емірат Кавказ) — підпільна джихадиська організація, що боролася за вихід північнокавказьких республік зі складу Російської Федерації та створення однойменної держави з шаріатською правовою системою. Визнана терористичною організацією та внесена до списку санкцій ООН як організація, пов'язана з Аль-Каїдою. Також заборонена та визнана терористичною в США, Великій Британії, Канаді та ОАЕ Угруповання поєднувало у собі такі збройні формування як Вілаят Дагестан, Вілаят Нохчийчоь, Вілаят Галгайче, Вілаят КБК, Вілаят Ірістон та інші.
Про створення Імарату Кавказ оголосив у своєму зверненні останній президент Чеченської Республіки Ічкерія Доку Умаров 7 жовтня 2007 року. У цьому ж зверненні він склав з себе повноваження президента ЧРІ і проголосив себе верховним Аміром моджахедів Кавказу.

## Історія
Див. також: Історія Чечні

### Між двома російсько-чеченськими війнами
Після Першої російсько-чеченської війни в чеченських військових та політичних колах загострився конфлікт між націоналістами та так званими ісламістами. Перші обстоювали існування чеченської держави світського типу, другі, послідовники салафізму, — створення держави з шаріатською правовою системою. Влітку 1997 р. в Грозному відбувся Конгрес народів Ічкерії та Дагестану. Співголовуючі конгресу Мовладі Удугов і Магомед Тагаєв оголосили територію двох республік халіфатом, а Шаміля Басаєва — його аміром. З різкою критикою ідей ваххабізму виступив тодішній муфтій Чечні Ахмат Кадиров, який потім перейшов на сторону РФ.
З початком Другої російсько-чеченської війни конфлікт лише загострився: Шаміль Басаєв заявив про створення ісламської Шури, що має у своєму підпорядкуванні власні підрозділи у Дагестані. Невдовзі, 7 серпня 1999 року, військові підрозділи, на чолі з Шамілем Басаєвим та аміром Хаттабом, перейшли державний кордон ЧРІ і РФ та вдерлися на територію Республіки Дагестан з метою підтримки місцевих мусульман, які проголосили шаріатське правління у чотирьох селах Цумадінського району Дагестану. Ці події лише поглибили протистояння між двома таборами (націоналістами та ісламістами), що тривало до завершення Другої російсько-чеченської війни.

### Проголошення Імарату

Вілаяти Імарату Кавказ

Цілковитий перехід чеченського підпілля на ісламські позиції відбувся у 2007 році, за правління останнього президента Чеченської Республіки Ічкерія Доку Умарова, який змінив мету, цілі й ідеологію визвольної боротьби.
7 жовтня 2007 року Умаров, склавши з себе президентські повноваження, заявив про створення держави Імарат Кавказ, оголосив "поза законом етнічні, територіально-колоніальні зони під назвою «Північнокавказькі республіки» і проголосив себе верховним аміром моджахедів Кавказу. В такий спосіб новий лідер кавказького підпілля спробував розв'язати наявні територіальні суперечки між представниками різних народів, що проживають на території Північного Кавказу та заангажувати до боротьби не лише чеченців, але й представників інших національностей.
На проголошення Імарату швидко відреагував один з впливових діячів чеченської політичної еміграції Ахмед Закаєв, який в так званому екзильному уряді ЧРІ очолював Міністерство зовнішніх справ. Закаєв, що на той час знаходився у Лондоні, звернувся до чеченських підпільників та політиків із закликом залишатися вірними «екзильному урядові» та ізолювати законного аміра Умарова від влади. Також Закаєв звинуватив Умарова у спробі перетворити чеченський визвольний рух в «терористичну організацію». Такі дії Закаєва однозначно не підтримали більшість повстанців Кавказу, які звинуватили його в зраді.

### Методи боротьби
У переважній більшості випадків жертвами нападів повстанців стають співробітники силових структур — російські військовослужбовці, співробітники спецслужб та поліцейські. Зазвичай, бойовики у своїй практиці не роблять різниці між російськими силовиками (тобто «невірними», «кафірами») та місцевими поліцейськими-мусульманами, яких вважають зрадниками, «муртадами».
Проте часто цілеспрямованим нападам зазнають і цивільні громадяни регіону — насамперед державні чиновники, мусульманські духовні особи, які підтримують російську владу, підприємці, які торгують спиртним, тощо. Зазвичай, повстанці беруть він відповідальність за ці вбивства, обгрунтовуючи їх рішеннями т. зв. шаріатських судів.

#### Перелік відомих акцій
17 серпня 2009 смертниками було повністю знищено будівлю РВВС міста Назрань, 25 людей загинуло, близько 260 поранено.
У грудні 2009 року бойовики організації взяли відповідальність за підрив поїзда «Невський Експрес» 27 листопада 2009 року, що призвело до загибелі 28 та поранень понад 90 осіб.
Доку Умаров взяв на себе відповідальність за вибухи в московському метро 29 березня 2010 році, в результаті яких загинули 40 людей і понад 100 отримали поранення.
Організація несе відповідальність за смерть міністра внутрішніх справ Дагестану Адільгерея Магомедтагірова в червні 2009, начальника УВС у місті Махачкалі Ахмеда Магомедова у лютому 2010 року, а також начальника управління інформаційної політики та прес-служби Президента Республіки Дагестан Гаруна Курбанова у липні 2011 року.
2 липня 2013 року лідер Імарату Кавказ опублікував відеозвернення, у якому закликав прихильників усіма силами зірвати Зимову Олімпіаду 2014 року в Сочі. Це відеозвернення було останнім, на якому Умаров показаний живим.
3 квітня 2014 року бойовики «Імарату Кавказ» підірвали бойову броньовану машину російських силовиків біля села Янді у Чечні (чотири загиблих, семеро поранених).
Імірат Кавказ узяв на себе відповідальність за вибух смертника біля мерії Грозного 5 жовтня 2014 року. П'ять російських поліцейських та сам смертник загинули, ще 12 людей отримали поранення..
Організація взяла на себе відповідальність за атаку на Грозний 4 грудня 2014 року.

### Лідерська криза
1 серпня 2010 року близький до кавказьких повстанців сайт «Кавказ-центр» опублікував відео, на якому Доку Умаров оголосив, що складає з себе повноваження верховного аміра Імарату Кавказ і назвав своїм наступником Асламбека Вадалова.
Рішення Умарова було викликано заявами низки польових командирів (амірів вілаятів) про вихід з підпорядкування верховному аміру Імарату Кавказ. В такий спосіб Доку Умаров прагнув ліквідувати розкол в організації та не допустити розвалу Імарату.
Однак вже 3 серпня 2010 року кавказьке підпілля надало роз'яснення щодо заяви Абу Усмана (Доку Умарова) — верховний амір не йде з посади, а лише запропонував Асламбеку Вадалову очолити Імарат. Згодом, протиріччя в підпільному русі були подолані. Доку Умаров звинуватив у цих подіях арабського добровольця Моханнада.

### Конфронтація з Ісламською Державою
Починаючи з листопада 2014 року низка польових командирів середнього рівня (аміри джамаатів) виходять з-під присяги Алі Абу Мухаммеду (Аліасхабу Кебєкову) і присягають на вірність лідеру Ісламської Держави Абу Бакру аль-Багдаді. Верховний амір Імарату Кавказ Алі Абу-Мухаммад звинуватив таких командирів у зраді, засудив і розкритикував керівництво ІДІЛ за методи й засоби боротьби та звинуватив Абу Бакру аль-Багдаді у привнесенні розколу в лави кавказького підпілля. До кінця 2015 року бойовики, які все ще діяли у російських республіках Північного Кавказу, значною мірою об'єдналися в рамках Кавказького округу ІД. У 2023 поширилися чутки про відродження Імарату Кавказ, проте це твердження ще не підтверджено.

### Кавказький емірат та Україна
Україна не визнає Кавказький емірат терористичною організацією, а після початку російської агресії на сході України КЕ став розглядатись, як ймовірний союзник у війні з РФ. Так 1 березня 2014 року в ЗМІ з'явилася інформація, що лідер Правого сектору Дмитро Ярош звернувся до лідеру Кавказького емірату Доку Умарова у соціальній мережі «ВКонтакте» із закликом підтримати Україну у боротьбі з Росією: «Як лідер „Правого сектору“, я закликаю Вас активізувати свою боротьбу. Росія не така сильна, як здається. У вас є унікальний шанс перемогти. Скористайтеся цим шансом!». «Правий сектор» пізніше спростував інформацію про звернення до Умарова і заявив, що інформація з'явилася на сторінці через злам облікового запису.
Народні депутати України Юрій Береза, Ігор Мосійчук та Андрій Левус підримали атаку повстанців КЕ на Грозний 4 грудня 2014 року, спародіював заяви Москви щодо АТО на сході України, закликавши РФ вивести своїх «карателів» з «Народної республіки Ічкерія», і що «чеченці відкривають другий фронт».

## Територія
Доку Умаров проголосив, що всі північнокавказькі землі, на яких ведеться джихад моджахедами, що дали йому Баят (Присягу), оголошуються вілаєтами Кавказького Емірату:
- Вілаят Дагестан;

Головне місто — Шамількала.
- Вілаят Нохчийчоь;

Головне місто — Джохар.
- Вілаят ГІалгІайчоь;

Головне місто — Буро
- Вілаят Ногайський степ (Ставропольський край, північ Краснодарського краю);

Головне місто — Ногай-Шахар.
- Вілаят Черкесія (Республіка Адигея, південь Краснодарського краю);

Головне місто — Миекуале.
- Об'єднанні Вілаяти Кабарди, Балкарії і Карачаю (КБК) (Кабардино-Балкарія, Карачаївський, Малокарачаєвський та Усть-Джегутінський райони Карачаєво-Черкесії);

Головні міста — Карачай-Шахар, Тарни-Аууз, Налшик.
- Вілаят Ірістон  — 11 травня 2009 р. скасований і приєднаний до Вілаяту ГІалгІайчоь[26]

Головне місто — Буро.
Довідка аналітичної служби Емірату Кавказ (6 вересня 2008 р.):

|  | У цей час Збройні Сили Емірату Кавказ значною мірою контролюють гірські та лісні райони Дагестану, Ічкерії, Інгушетії, Кабарди, Балкарії і Карачаю. Вказані території є зоною військової активності ЗС Емірату Кавказ. Зоною військових дій диверсійного роду є передгір’я, рівнинні райони та населені пункти вказаних вілаєтів, а також вілаєти Іристон (Північна Осетія) та Ногайський Степ (Ставропольский край), західні і причорноморські райони Північного Кавказу, окуповані Росією, Приволзький та Уральський регіони РФ. |.

## Характер правління
Своїм указом Доку Умаров запровадив шаріатське правління на всій території Кавказького емірату, зобов'язав узгодити діяльність всіх державних структур Кавказького емірату із нормами шаріату.

## Органи влади
На чолі Імарату Кавказ стоїть верховний амір із надзвичайно широкими повноваженнями. Вищим дорадчим органом є Меджліс уль-Шура, який складається з очільників вілаятів і джамаатів. Головним судовим органом є Вищий шаріатський суд на чолі з кадієм (суддею шаріатського права). Кавказькі моджахеди мають і власну службу безпеки — Махубарат, який займається «пошуком і нейтралізацією ворогів держави», а фактично веде боротьбу з ФСБ та її агентурою в лавах повстанців.
Аміри Імарату Кавказ:
- Докка Абу Усман (Доку Умаров), 31 жовтня 2007 р. - 7 вересня 2013 р.
- Алі Абу Мухаммед (Аліасхаб Кебєков), 18 березня 2014 р. - 19 квітня 2015 р.
- Абу Усман Гімрінський (Магомед Сулейманов), 2 липня - 11 серпня 2015 р.

## Збройні сили

Прапор Кавказького емірату

Організаційне об'єднання бойових угрупуваннь на території Чечні, а пізніше на усьому Північному Кавказі є «Кавказький фронт» (раніше додавалось Збройнних сил ЧРІ). Було утворено третім президентом Чеченської Республіки Ічкерія Абдул-Халім Садулаєвим 16 травня 2005 року. Першим керівником був призначений Абу Муслім. С 2006 року еміром Кавказького фронту став Ахмад Євлоєв. Структура Кавказького Фронту складається з автономних регіональних груп (джамаатів):
- Дагестанський сектор (Джамаат Шаріат)
- Ічкерійський сектор (Джаамат Нохчійчоь)
- Інгуський сектор (Джамаат ГІалгІайчоь)
- Північноосетінський сектор (Джамаат Катаїб аль-Хоул)
- Кабардино-Балкарський сектор (Джамаат Ярмук)
- Карачаєво-Черкеський сектор (Карачаївський Джамаат)
- Ставропольський сектор (Ногайський Джамаат)
- Краснодарський сектор
- Адигейський сектор

Офіційні оцінки чисельності активних членів організації станом на травень 2009 коливалися від 50-70 по окремому регіону до півтори тисячі загалом за Північним Кавказом. Водночас президент Інгушетії Юнус-Бек Євкуров оцінював чисельність жителів його республіки, які підтримують підпільників, у «тисячі людей».

## Занепад організації
У 2011 році набирає обертів громадянська війна в Сирії. У Росії йде підготовка до Олімпіади в Сочі, що супроводжується репресіями проти місцевих опозиційних організацій та радикальних релігійних груп. Членам північнокавказького підпілля і просто незгодним з політикою місцевих керівників дають негласне зелене світло на виїзд із країни. Більшість їде "на джихад" у Сирію. За період із 2013-го по літо 2015 р. тільки з Чечні в Сирію виїхало 405 осіб. Виїжджав найбільш досвідчений і боєздатний контингент, про що свідчать подальші успіхи північнокавказьких бійців і командирів у лавах сирійської антиурядової опозиції.
7 вересня 2013 р. внаслідок операції російських спецслужб гине засновник "Емірату Кавказ" Доку Умаров. Однак про його смерть організація повідомила лише через півроку, 18 березня 2014 року. Експерти пов'язували це з тим, що на той час серед бойовиків не було тих, хто міг зайняти місце досвідченого Умарова. Новим еміром стає Алі Абу Мухаммед (Аліасхаб Кебеков). 19 квітня 2015 р. він загинув внаслідок спецоперації силовиків в Буйнакську. Його місце зайняв Абу Усман Гімринський (Мухаммад Сулейманов). Але вже 11 серпня Сулейманов загинув у бою з російськими військовими у селі Гімри, а "емірат" залишився без керівника. Із приходом ІД на Північний Кавказ активність "Емірата Кавказ" вщухла. За даними Глобальної бази тероризму, останній зафіксований теракт ЕК було скоєно в жовтні 2016 р. у Кабардино-Балкарії.
Станом на 2017 р. відсутні будь-які достовірні дані про чисельність та структуру організації. Відомий дослідник салафітських рухів Орхан Джемаль висловив думку, що Імарат Кавказ втратив організовану структуру, зв'язок між окремими джамаатами втрачений, а залишки моджахедів могли роз'їхатися по всій Росії. На думку інших експертів організація залишається з мінімальним числом бойовиків, або й зовсім перестала існувати.
Амір Меджліс уль-Шури Вілаяту Нохчійчо Абу Хамза (Ахмед Умаров) в інтерв'ю грузинському виданню NEW CAUCASUS від 18 жовтня 2017 р. заявив, що інформаційна тиша довкола Імарату Кавказ пов'язана із тим, що більшість військового крила принесла присягу Ісламській Державі. Також Ахмед Умаров зазначив, що Імарат Кавказ переживає процес реорганізації, а посада верховного аміра є вакантною.

## Державні символи

Прапор Вілаяту Нохчійчо

- Прапор Кавказького емірату являє собою арабський надпис Шагади на чорному тлі, під ним горизонтальна шабля.
- Прапор Вілаяту Нохчійчо (Ічкерія) являє собою видозмінений прапор Чеченської Республіки Ічкерія, на якому в центрі в чорному горизонтальному овалі міститься Такбір (вираз арабською мовою — «Аллагу Акбар»).